# Сан Томазо Тре Арки (Фермо)
Сан Томазо Тре Арки (итал. San Tommaso Tre Archi) насеље је у Италији у округу Фермо, региону Марке.
Према процени из 2011. у насељу је живело 2011 становника. Насеље се налази на надморској висини од 2 м.